# Melkö
Melkö, finska: Melkki, är en ö i Finland. Den ligger i Finska viken och i kommunen Helsingfors i den ekonomiska regionen  Helsingfors i landskapet Nyland, i den södra delen av landet. Ön ligger nära Helsingfors.
Öns area är 41,7 hektar och dess största längd är 1,1 kilometer i nord-sydlig riktning.

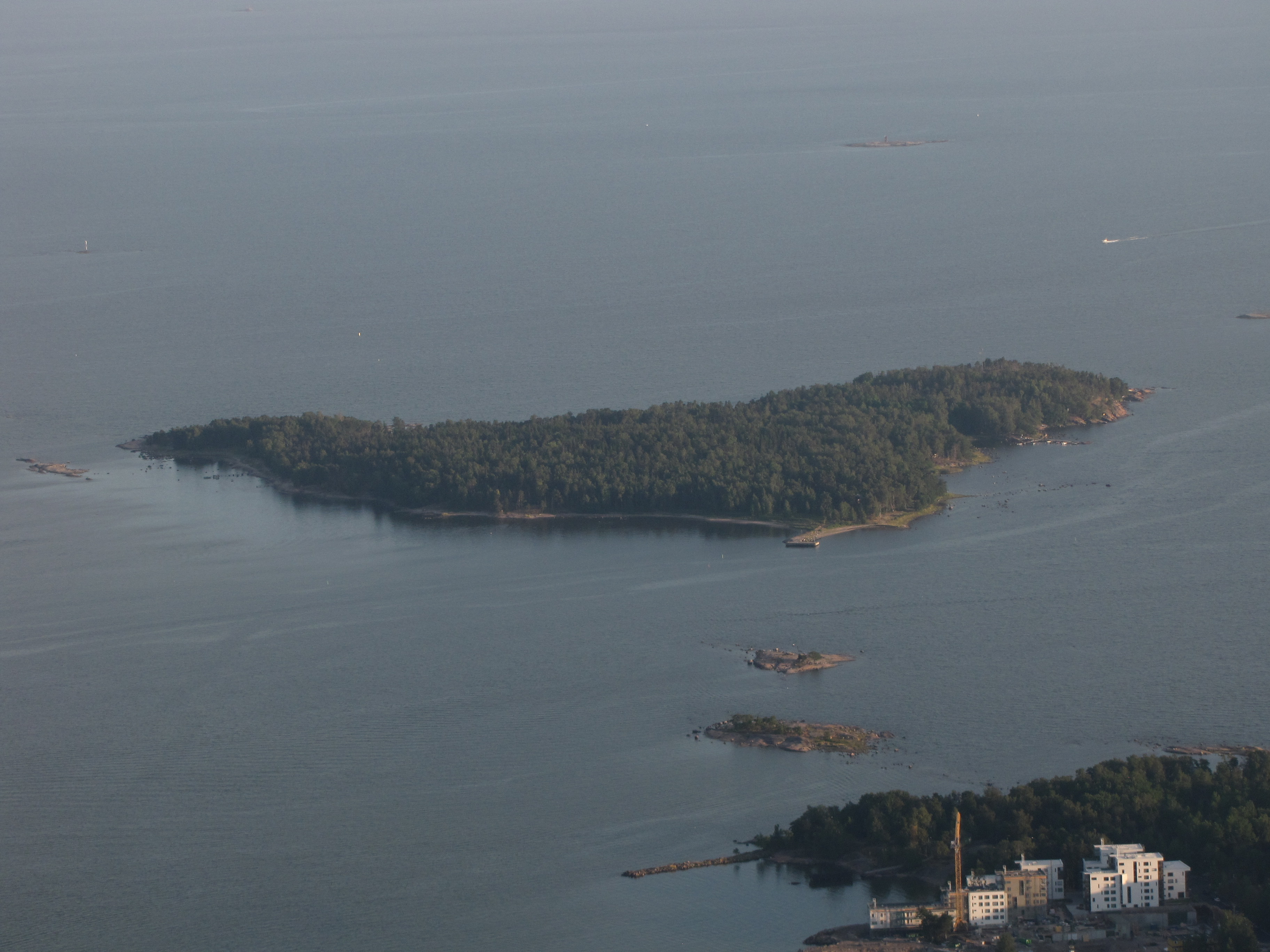
Foto på Melkö taget från luften.